# Olga Lipińska
Olga Lipińska (sinh ngày 6 tháng 4 năm 1939 tại Warszawa) là đạo diễn sân khấu, nhà biên kịch và nhà sản xuất phim hài truyền hình người Ba Lan, nổi tiếng với chương trình tạp kỹ truyền hình mang tên Kabaret Olgi Lipińskiej.

## Tiểu sử
Olga Lipińska tốt nghiệp tại Khoa Đạo diễn tại Học viện Sân khấu Warszawa (sau này đổi tên là Học viện nghệ thuật sân khấu quốc gia Aleksander Zelwerowicz ở Warszawa) năm 1964 và tham gia Nhà hát Nghệ thuật Châm biếm của Sinh viên (STS).
Lipińska bắt đầu sự nghiệp truyền hình của mình từ khá sớm. Năm 1973, bà sản xuất phim Damy i huzary của Aleksander Fredro, tiếp theo là vở kịch do Ivo Brešan sản xuất vào năm 1985, và nhiều bộ phim truyền hình Ba Lan khác của Fredro như Gwałtu, co się dzieje (1992), Zemsta (1994); một số tác phẩm như: Baryłeczka của Guy de Maupassant (1995), Ja się nie boję braci Rojek của Konstanty Ildefons Gałczyński (2003) và vở opera Cud mniemany, czyli Krakowiacy i górale do Wojciech Bogusławski thực hiện năm 2007. Từ năm 1990 đến năm 1992, bà dẫn chương trình trò chuyện mang tên Piosenki z Kabaretu Olgi Lipińskiej trên kênh TVP1.